# Пайово
Пайо́во (рос. Паёво, ерз. Пою Веле) — село у складі Кадошкінського району Мордовії, Росія. Адміністративний центр Пайовського сільського поселення.
Населення — 435 осіб (2010; 668 у 2002).
Національний склад станом на 2002 рік:
- мордва — 53 %
- мокшани — 44 %

У селі народився Герой Радянського Союзу Антясов Михайло Тихонович (1906-1989).
Південно-східна частина села раніше була окремим населеним пунктом — Нагорне Алексово.